# پاءول پالمر (قایق دو دگلی)
پاءول پالمر (قایق دو دگلی) (به انگلیسی: Paul Palmer (schooner)) یک کشتی بود که طول آن ۲۷۶ فوت (۸۴ متر) بود. این کشتی در سال ۱۹۰۲ ساخته شد.